# Tensor tympani-syndrom
Tensor tympani-syndrom är en muskelstörning i mellanörat. En person som drabbas av detta syndrom kan bland annat uppleva en fyllnadskänsla i örat och höra klickande ljud inifrån örat. Detta beror på att den så kallade tensor tympani-muskeln drar ihop sig. Hos en person med tensor tympani-syndrom är denna muskel överaktiv, vilket leder till en ökad, ofrivillig aktivitet av muskeln som en del av en skyddande reflex och aktiveras av uppfattningen eller förväntan om plötsliga, oväntade, höga ljud, trots att ljuden egentligen inte är höga. Tensor tympani-syndrom kan också beskrivas som en sällsynt form av objektiv pulserande tinnitus.
Tensor tympani-syndrom är en form av mellanöremyoklonus.

## Termens ursprung
Tensor tympani-syndrom beskrevs ursprungligen 1971 av den svenske överläkaren i audiologi, Ingmar Klockhoff. Klockhoff föreslog att spontan aktivitet av tensor tympani-muskeln var ansvarig för fluktuationer i mellanörats impedans som han kallade "tonic tensor phenomenon".

## Symtom
Symtom som överensstämmer med tensor tympani-syndrom kan inkludera: tinnitus; rytmiska hörselförnimmelser såsom klickljud och trumhinnefladder; förändringar i ventilationen av mellanörat som leder till en känsla av blockering eller fyllnad i örat, en frekvent "poppande" känsla i örat och mild yrsel; mindre förändringar i mellanörats impedans som leder till varierande symtom på "dämpad" och/eller "förvrängd" hörsel; irritation av trillingnerven som innerverar tensor tympani-muskeln, vilket leder till smärta, domningar och brännande känslor i och runt örat, längs kinden, halsen och området för temporomandibulära lederna.
I en studie av Klockhoff rapporterade 83% av de personer som uppvisade "tonic tensor phenomenon" fyllnadskänsla i örat, 62% tinnitus, 42% dysakusi, 88% spänningshuvudvärk och 80% yrsel och obalans.

## Orsaker
Det finns olika orsaker till förekomsten av tensor tympani-syndrom eller mellanöremyoklonus som en bredare kategori, allt från idiopatiska, vaskulära, demyeliniserande störningar, traumatiska, tumör, eller infektiösa.
Tensor tympani-syndrom har en stark koppling till akustisk chock, som kan inträffa ofrivilligt efter exponering för ett plötsligt oväntat måttligt högt till högt ljud som uppfattas som mycket hotfullt. Det specifika och konsekventa klustret av fysiologiska symtom på akustisk chock överensstämmer med tensor tympani-syndrom.
Tensor tympani-syndrom kan också tänkas uppkomma till följd av överliggande ångeststörningar eller ökad psykisk spänning till följd av mental stress, som orsakar en minskning av det tröskelvärde som krävs för att utlösa muskelreflexen i tensor tympani-muskeln.
Det finns dokumenterade fall av bilateralt tensor tympani-syndrom på grund av multipel skleros.

## Epidemiologi
Även om det finns begränsad information om epidemiologin för tensor tympani-syndrom specifikt, verkar det inte finnas någon skillnad mellan könen i förekomsten av mellanöremyoklonus. Dessutom tyder tidiga uppgifter om mellanöremyoklonus på att det är vanligare att sjukdomen uppträder under det tredje decenniet av livet.

## Patofysiologi
Patofysiologin bakom tensor tympani-syndrom är inte helt klarlagd, men det kan orsakas av olika etiologier med olika patofysiologiska processer. Till exempel misstänktes ett fall av bilateral tensor tympani-associerad tinnitus hos en patient med multipel skleros bero på demyelinisering av innerverande nerver, vilket ledde till muskelspasmer. Alternativt kan den myokloniska aktiviteten bero på att medullära aktivitetscentra inte längre tar emot hämmande signaler från övre motoriska nerver. Själva tinnitusen orsakas av kontraktionen av tensor tympani-muskeln, vilket har beskrivits som ett klickande ljud. Det är möjligt att själva muskelkontraktionen, vibrationen i trumhinnan, öppnandet och stängandet av örontrumpeten, en kombination av dessa mekanismer eller en annan okänd mekanism är ansvarig för den upplevda tinnitusen.

## Behandling
Behandlingen av patienter med mellanöremyoklonus, och specifikt tensor tympani-syndrom, varierar beroende på hur allvarliga symtomen är och vilka förväntningar patienten har. Om patienten är intresserad av behandling finns det olika metoder för att minska symtomen. Även om det inte finns några definitiva riktlinjer och inte heller några definitiva data om effekt, finns det medicinska och kirurgiska metoder för att minska symtomen. Flera läkemedel har enligt uppgift använts för mellanöremyoklonus med tveksam effekt, inklusive bensodiazepiner, karbamazepin, piracetam, botulinumtoxin samt orfenadrincitrat med varierande verkningsmekanismer. Bensodiazepiner kan användas för att potentiellt minska symtomen genom att rikta in sig på den ångestdämpande komponenten i sjukdomen samt fungera som ett muskelavslappnande medel. Orfenadrincitrat fungerar också som ett muskelavslappnande medel på grund av dess antikolinerga och antihistaminegenskaper. Piracetam är ett GABA-derivat som normalt används för att behandla kortikal myoklonus; det finns dock ytterst begränsade uppgifter om dess användning i mellanöremyoklonus. Karbamazepin, en natriumkanalblockerare, dämpar neuronal avfyrning vilket leder till minskad aktivitet i deras innerverande muskler, vilket är anledningen till att det främst används vid epilepsi, primär hemifacial spasm och trigeminusneuralgi. En annan möjlig intervention som riktar in sig på kontraktionen av tensor tympani-muskeln är via botulinumtoxin. Även om användningen av botulinumtoxin är ny för mellanöremyoklonus, är dess användning i icke-kosmetiska otorinolaryngologi-associerade sjukdomsprocesser som hemifacial spasm väldokumenterad. Botulinumtoxinets verkningsmekanism är att förhindra frisättning av acetylkolin från presynaptiska neuroner. Effekten av botulinumtoxin för mellanöremyoklonus undersöks fortfarande på grund av dess begränsade användning.
Kirurgiska ingrepp kan också göras. Det vanligaste ingreppet för tensor tympani-syndrom är myringotomi, där man gör ett snitt i tensor tympani-muskeln. Man tror att man genom att frigöra muskelns fästpunkt kan minska eller eliminera tinnitus orsakad av kontraktionen av tensor tympani-muskeln. Ett begränsat antal fallserier som utvärderar myringotomins roll i mellanöremyoklonus har beskrivits. I en fallserie rapporterade alla patienter en förbättring förutom en som hade associerad gommyoklonus. I en fallserie med 44 patienter som initialt behandlades med medicinsk terapi rapporterade sjuttiofem procent av patienterna en minskning av symtomen baserat på visuella analoga skalor och tinnitushandikappindex. Av de elva patienter som inte förbättrades av den medicinska behandlingen valde nio av dem att genomgå ett kirurgiskt ingrepp. Två patienter i denna grupp genomgick bilateral myringotomi, och sju patienter genomgick unilateral myringotomi. Fördelningen av de muskler i mellanörat som snittades specificerades dock inte. Kirurgiska ingrepp är lovande för behandling av mellanöremyoklonus. Fler studier bör dock genomföras för att tydligare definiera dess roll.